# Чёрные ястребы
Чёрные ястребы — предположительно существующая кавказская радикальная националистическая группировка, получившая известность после вооружённого нападения на двух русских молодых людей в московском метро 6 мая 2008 года (между станциями Киевская и Парк Победы). Нападение, которое сопровождалось возгласами «Аллах Акбар» и «русские свиньи», было заснято на мобильный телефон и размещено в Интернете. Одному из пострадавших несколько раз выстрелили в лицо из пневматического пистолета, другого ударили ножом в грудь — лезвие прошло недалеко от сердца. На скамью подсудимых попало 7 человек. Существует альтернативное мнение, что никакой устойчивой группировки не существовало, а название им придумало интернет-издание Infox.ru. Кроме единственного эпизода в метро фигуранты дела ни в чем не обвинялись. Процесс над членами группировки, названный «Делом чёрных ястребов», имел общественную огласку и на нём присутствовали представители националистической организации ДПНИ.
Суд по делу «ястребов» начался в июне 2009 года. Семерых фигурантов судили по статье 213 УК РФ (хулиганство), из них двое находились под арестом, остальные под подпиской о невыезде. 3 сентября 2009 года в Москве один из обвиняемых, Расул Халилов, был убит. Ему пять раз выстрелили в грудь, когда молодой человек направлялся на очередное заседание в Дорогомиловском суде. Ответственность за убийство взяла на себя «Боевая организация русских националистов». Позднее следствие установит, что убийство совершил член БОРН, ранее судимый Михаил Волков. В октябре суд огласил приговор. Суд признал виновными всех шестерых обвиняемых: Дильгам Гусейнов был осуждён на 7 лет лишения свободы, Грант Арутюнов получил 6 лет, Рашад Мамедов — 5 лет, Чингиз Арифулин — 4,5 года, Рамил Садыхов и Шахин Худиев — по 4 года. Апелляция на приговор была отклонена.
В феврале-марте 2011 года в СМИ стали появляться сообщения о действующей в Кабардино-Балкарии антиваххабитской группировке под названием «Чёрные ястребы», мстящей исламистам и их семьям. Лидер организации выступил с телеобращением, в котором обещал мстить всем родственникам, включая детей. Поддержку группировке высказал даже заместитель председателя Совета Федерации Александр Торшин. Однако, как впоследствии выяснилось, никакой связи между группировками нет. Группировка из Кабардино-Балкарии состояла из сотрудников правоохранительных органов. Их лидер был убит в декабре 2011 года в результате покушения. Сообщалось о действиях подобных группировок также из Дагестана.